# Carl Jacobsen
Carl Christian Hilmann Jacobsen, född 2 mars 1842 i Köpenhamn, död 11 januari 1914 i Frederiksberg i Köpenhamn, var en dansk bryggare, konstsamlare och mecenat, son till Jacob Christian Jacobsen, bryggeriet Carlsbergs grundläggare. Carl Jacobsen var gift med Ottilia Marie Jacobsen, född Stegmann 3 oktober 1854, död 20 juli 1903.

## Biografi
Carl Jacobsen var enda barnet. År 1847 började han skolan, Christianshavns Borgerdydskole. År 1854 flyttade familjen till bryggeriet Carlsbergs huvudbyggnader, ett lantligt beläget hem utsmyckat med bland annat skulpturer av Bertel Thorvaldsen och Herman Wilhelm Bissen. Åren 1851 och 1862 företog Carl Jacobsen tillsammans med fadern bildningsresor till Italien. De studerade särskilt konst och minnesmärken från antiken. Vid den första resan stannade de till i München där Ludvig av Bayerns glyptotek gjorde ett stort intryck på Carl Jacobsen.
Jacobsen började studera 1861: kemi och konstruktionsritning. I april 1866 skickades han utomlands för att bli bryggare. Två år tillbringade han i Frankrike, vid Erhardts bryggeri i Strasbourg och Veltens bryggeri i Marseille. Han kom därefter till München (Gabriel Sedlmayrs "Zum Spaten") och Österrike (Drehers bryggerier i Wien och Pesth). År 1868 fick Jacobsen en praktikplats i Edinburgh hos William Younger samt vid Eversheds bryggeri i Burton-upon-Trent. Fadern lät meddela under sonens utlandsvistelse att han inte hade för avsikt att anställa honom. Däremot skulle fadern anlägga ett nytt bryggeri strax intill det ursprungliga Carlsberg. Det nya bryggeriet var redan under uppförande 1870 när Carl Jacobsen återvände till Köpenhamn. Till en början arrenderade han det nya bryggeriet av fadern. Ny Carlsberg bryggeri, stod färdigt i början av 1871. Den första brygden, bayerskt lageröl, tappades upp den 17 februari 1871. Denna ölsort utgjorde huvuddelen av produktionen trots att faderns ursprungliga plan var att engelska, överjästa sorter skulle utgöra stommen i tillverkningen. 
Efter tio år hade Ny Carlsberg en större tillverkning än Gamle Carlsberg. Åren 1880–1883 byggde Carl Jacobsen ytterligare ett bryggeri i stor skala med mönstergill utformning. Han utvidgade det väsentligt och utsträckte tillverkningen till flera olika ölsorter med betydande avsättning även utomlands. 1901 överlämnade han det till Carlsbergfonden som en särskild fond till konstens främjande, medan han ännu styrde som direktör.

## Konstintresse
Jacobsen bevistade 1878 världsutställningen i Paris. Där fattade han intresse för nya franska skulptörer och förvärvade bland annat Eugène Delaplanches marmorstaty La Musique och verk av Jean-François Millet. Med dessa inköp lade han grunden till Ny Carlsberg Glyptotek, vilket efter hand blev en av Europas största skulptursamlingar. 1888 skänktes samlingarna till staten på villkor att de skulle flyttas till en ny, monumental byggnad (fullbordad 1896 vid Vestre Boulevard). Under tiden hade Jacobsen genom inköp skapat en stor, utsökt samling av främst egyptiska och grekisk-romerska skulpturer. Jacobsen skänkte samlingen till staten. År 1900 gav han bort ytterligare 1 miljon kronor i syfte att vidmakthålla samlingarna samt för nya inköp. 1906 togs en ny byggnad i bruk som låg nära den äldre. 

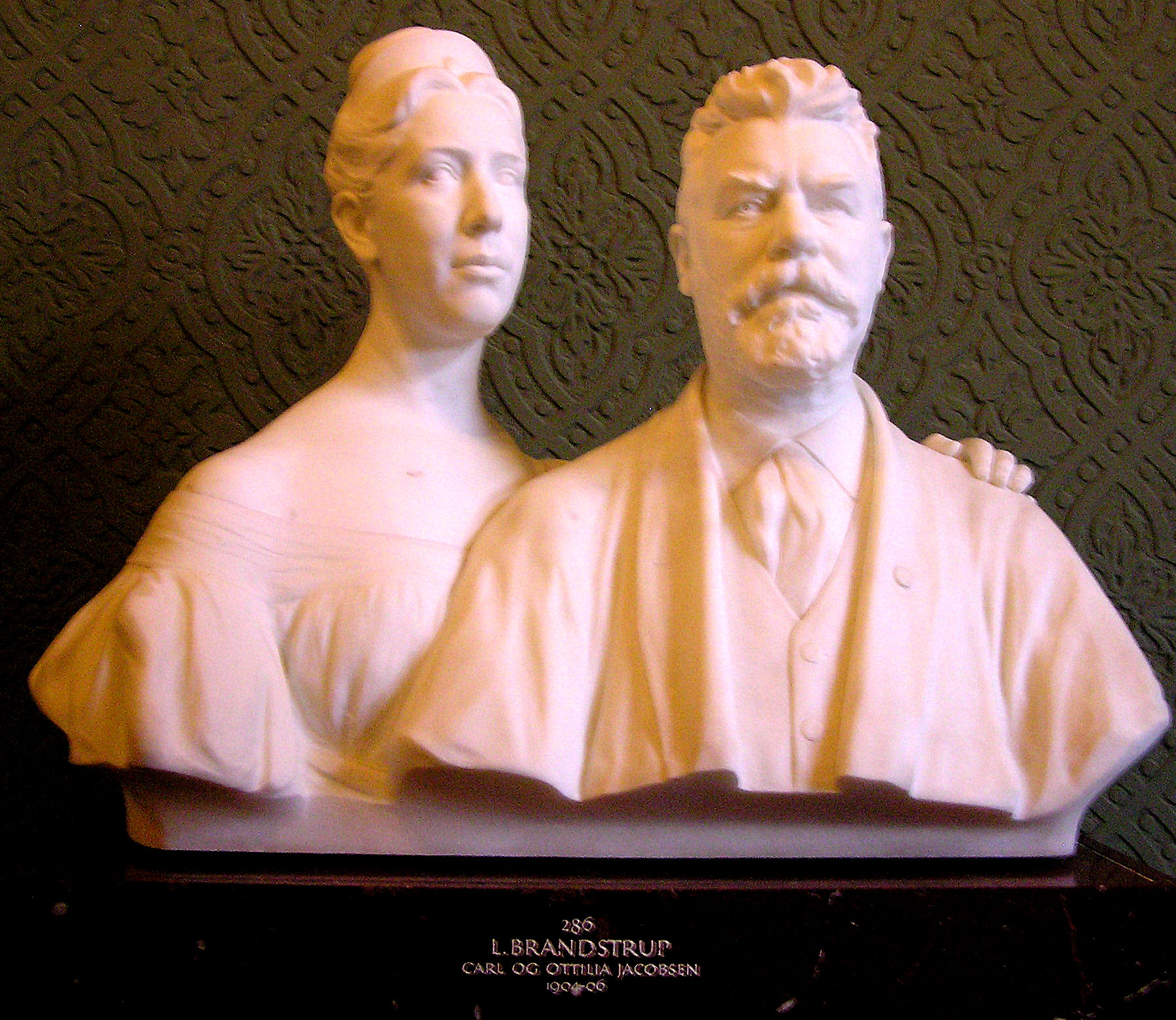
Byster av Carl och Ottilia Jacobsen på Ny Carlsberg Glyptotek, utförda av Ludvig Brandstrup.

År 1879 instiftade Jacobsen legatet "Albertina" (uppkallat efter Albert Thorvaldsen) på 250 000 kronor till konstnärlig utsmyckning av Köpenhamns utomhusmiljöer. 1890 stiftade Jacobsen med flera Kunstindustrimuseet (byggt 1894), till vilket han donerade en lika stor penninggåva. 1884–1891 lät han uppföra Jesuskyrkan i Valby intill vilken ett klocktorn byggdes 1894. Han lät också resa minnesvårdar över Iver Huitfeldt (1886) och Adolph Gotthard Carstens (1894) samt runt om glyptoteksbyggnaden flera bronsgrupper, främst av nyare franska och belgiska skulptörer. 
Jacobsen hade stor tilltro till konstens uppbyggliga betydelse för folket. Han vurmade särskilt för fransk konst. Vid den nordiska industri- och konstutställningen 1888 stod Jacobsen bakom en utställning av fransk konst. År 1896 blev Jacobsen direktör för Kunstmuseets avgjutningssamling och utvecklade sedan denna väsentligt. När glyptoteksbyggnaden invigdes 1897 arrangerade han en internationell konstutställning. 1899 blev han utnämnd till filosofie hedersdoktor. Tillsammans med Camillus Nyrop utarbetade han 1896 jubileumsskriften Ny Carlsberg. Ett par gånger arrangerade han bildningsresor till Grekland för konstnärer och vetenskapsmän. 
År 1883 donerade han 250 000 kronor till uppförande av bostäder för sina arbetare. Jacobsens sista donation till offentliga ändamål blev 100 000 kronor till återuppförande av spiran på den forna Nikolaikyrkans torn i Köpenhamn, ett projekt han hade förordat första gången 1888. Kyrkspiran uppsattes 1910. I slutet av sitt liv arbetade Carl Jacobsen med planer på restaurering av Vor Frue kirkes torn, men planen väckte motstånd och gick om intet efter hans död. Han är begravd i Jesuskirken i Valby i Köpenhamn.